# Oldenburg-Portugiesische Dampfschiffs-Rhederei
Die Oldenburg-Portugiesische Dampfschiffs-Rhederei GmbH (OPDR) war eine seit 1882 bestehende Reederei mit Sitz in Hamburg. Sie gehört seit 2014 zur französischen Reederei CMA CGM. 

## Geschichte

### Gründung

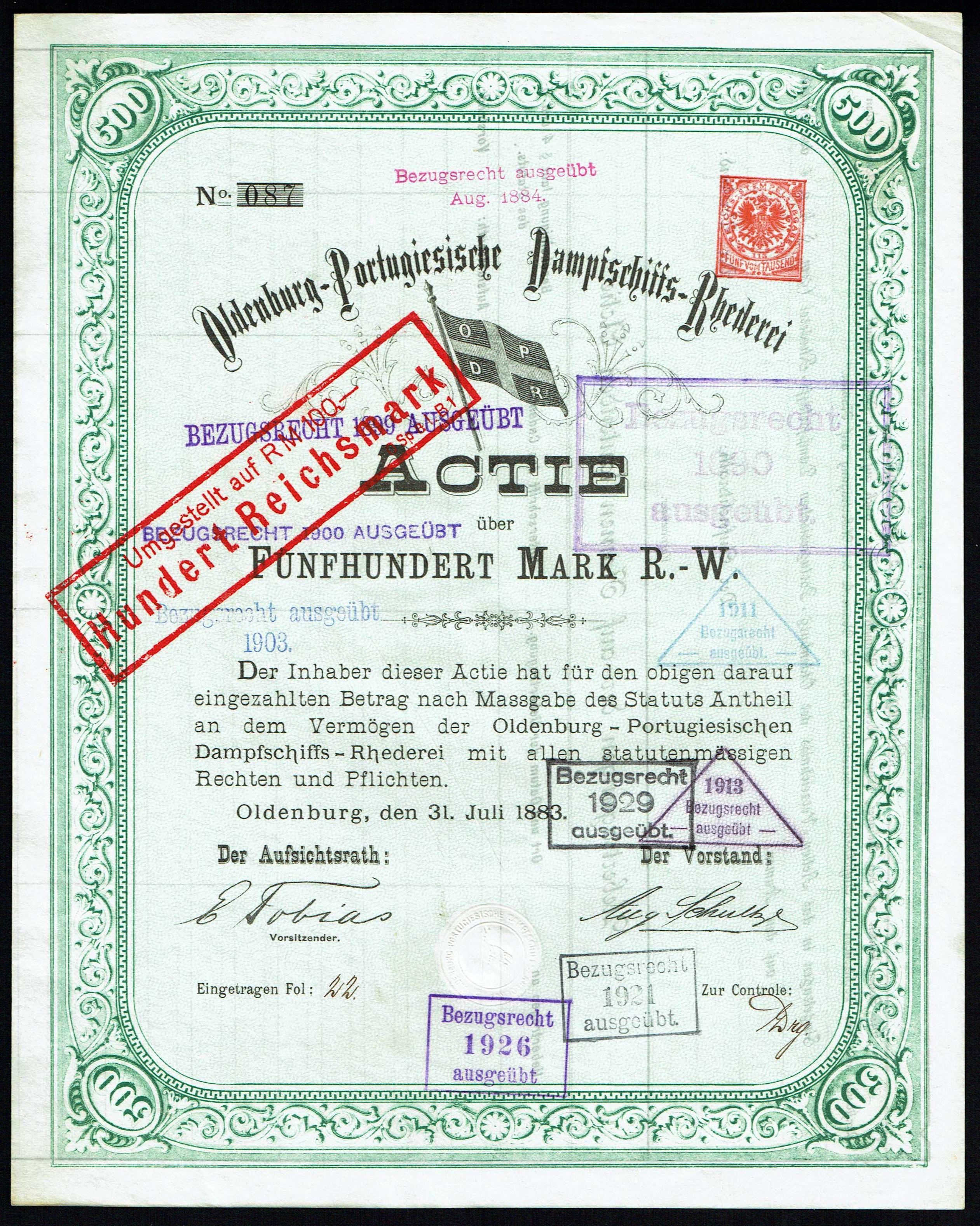
Gründeraktie der Oldenburg-Portugiesischen Dampfschiffs-Rhederei vom 31. Juli 1883

Hervorgegangen ist die OPDR aus der Partenreederei D. Oldenburg. Diese wurde 1880 von August Schultze, dem Direktor der Glashütte Harbers, Schultze & Co. in Drielake/Oldenburg, und seinem Vertreter in Portugal, Hermann Burmester, gegründet, um einen besseren Glasflaschentransport nach Portugal sicherzustellen. Erstes Schiff dieser Reederei war der etwa 650 Tonnen tragende Dampfer Oldenburg, mit dem man den Liniendienst von Brake nach Portugal aufnahm. Im Zuge einer angestrebten Ausweitung des Geschäfts beschlossen die Partenbesitzer am 28. Oktober 1882 die Gründung der Aktiengesellschaft Oldenburg-Portugiesische Dampfschiffs-Rhederei. Auf der zweiten Sitzung des Verwaltungsrates beschloss man die Bestellung des zweiten Schiffs der jungen Gesellschaft, des Dampfers Portugal. Ab 1883 wurden außer Brake und Porto auch Hamburg und Lissabon angelaufen. 1885 kamen Bilbao, Vigo und weitere Häfen in Nordspanien hinzu. Zehn Jahre später begann die erste Verbindung nach Marokko und 1901 kamen auch süd- und ostspanische Häfen in den Fahrplan. 1882 erwarb das Unternehmen Franz Haniel & Cie. erste Anteile an der OPDR. Diese Beteiligung hatte über 100 Jahre Bestand. 1888 besaß die OPDR fünf eigene Dampfer, 1900 waren es dreizehn Schiffe. Bei der Schiffswerft von Henry Koch AG in Lübeck gab die OPDR bis zum Jahr 1927 (die Werft ging 1934 in Konkurs) 33 Einheiten in Auftrag. Die Mehrzahl der Schiffe nahm zusätzlich zur Ladung auch eine begrenzte Anzahl von Passagieren mit. Zu den bei Koch erbauten Dampfern gehörte auch die Nordsee, die im Oktober 1910 auf einer Reise von Schottland nach Husum verschollen ging. Im gleichen Jahr wurde die Linienschifffahrt nach den Kanarischen Inseln und Madeira in Zusammenarbeit mit Hamburger Fruchtimporteuren eröffnet. Durch diese Verbindung stieg der Obstimport nach Deutschland erheblich. Zugleich wurde vor dem Ersten Weltkrieg der Sitz der Reederei von Oldenburg nach Hamburg verlegt.

### Die Weltkriege

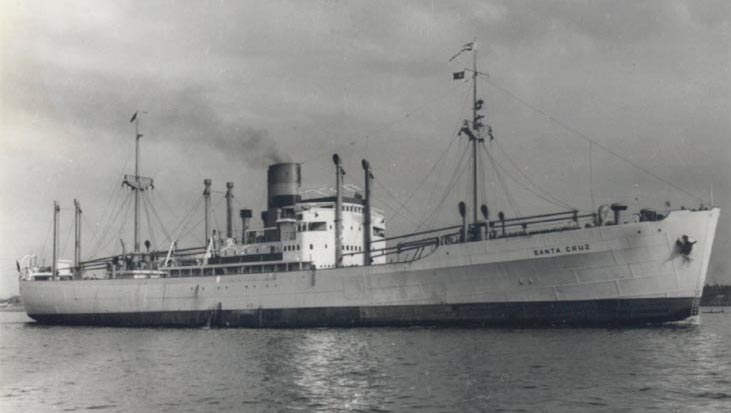
Die 1938 gebaute Santa Cruz wurde im Zweiten Weltkrieg zum Hilfskreuzer Thor

Zu Beginn des Ersten Weltkriegs war die Reedereiflotte auf 27 Schiffe angewachsen, die alle im Zuge des Krieges verloren gingen oder danach an England und Frankreich abgegeben werden mussten. Auch das neutrale Spanien übernahm noch während des Krieges sechs Schiffe der OPDR als Kompensation für die durch den von Deutschland geführten uneingeschränkten U-Boot-Krieg seit 1917 verloren gegangene Tonnage.
Schon 1919 wurde mit dem Dampfer Strauss wieder ein Neuanfang begonnen und 1920 gelang es, zwei ehemalige OPDR-Schiffe zurückzukaufen. 1921/22 kamen erste Neubauten hinzu, mit denen die Fruchtfahrt von den Kanarischen Inseln, Madeira und Spanisch-Marokko wiederaufgenommen wurde. Es dauerte noch bis 1927, bis auch Marokko teilweise wieder angefahren wurde, da es unter französischer Herrschaft stand. 

Während des spanischen Bürgerkrieges lieferte die OPDR Kriegsmaterial an die Nationalisten unter Francisco Franco. Dieses wurde auf den Fahrten nach Spanisch-Marokko in spanischen Zwischenhäfen oder in Spanisch-Marokko gelöscht. 

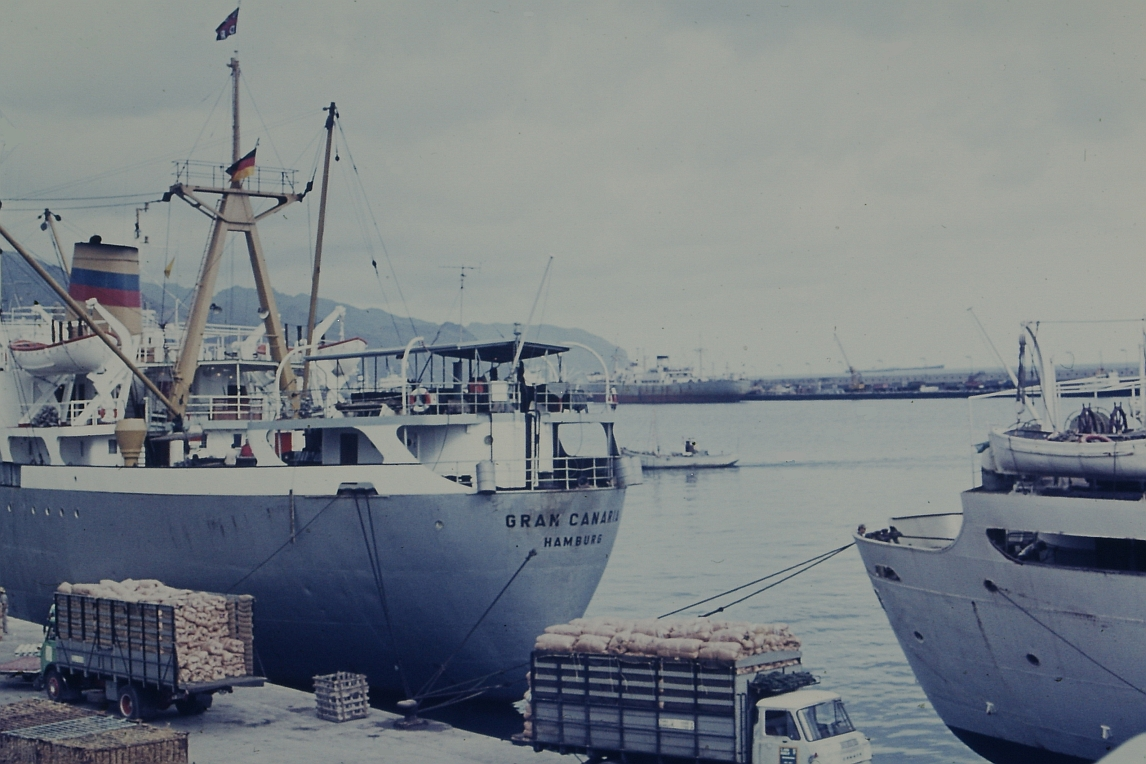
OPDR Gran Canaria – Santa Cruz de Tenerife, Teneriffa – 1970

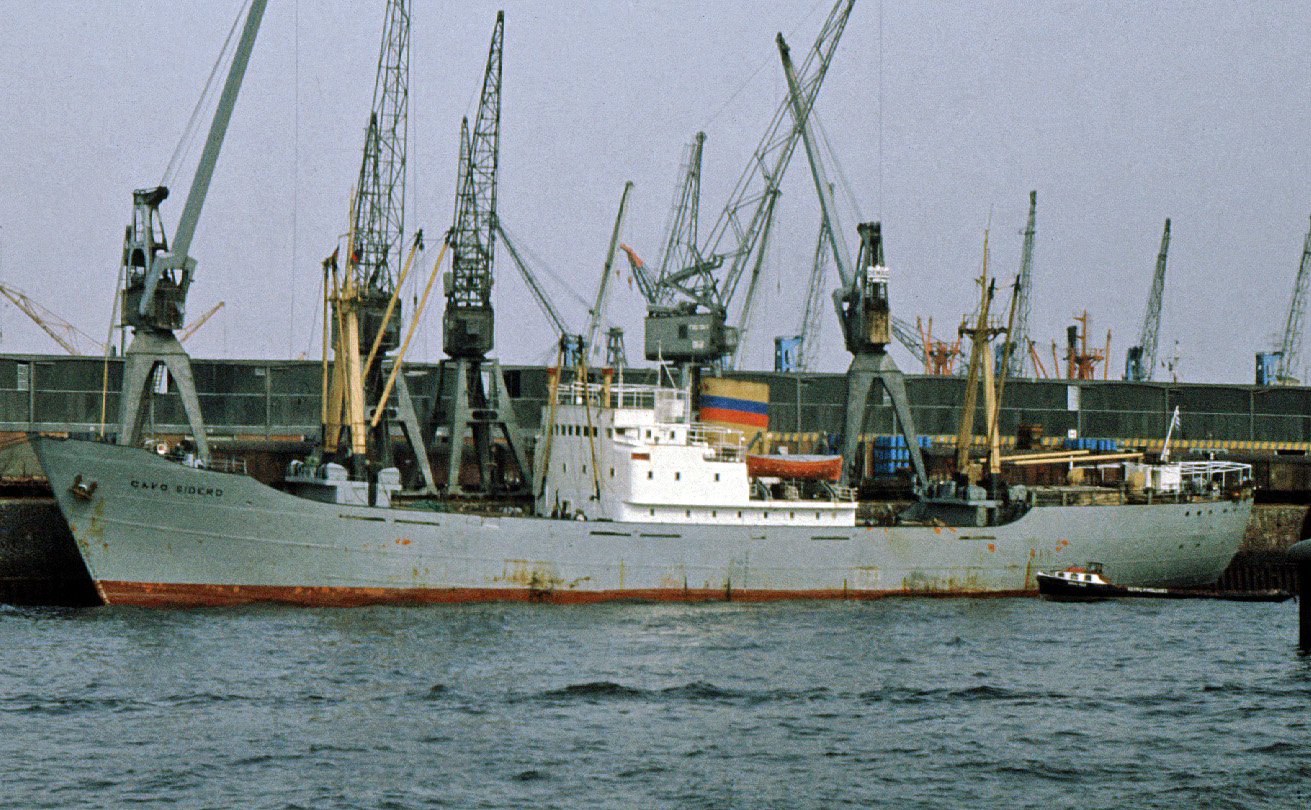
OPDR Casablanca – als Cavo Sidero zurückgechartert, Hamburg – 1974

Als im September 1939 der Zweite Weltkrieg begann, war die Flotte unter der OPDR-Flagge erneut auf neunzehn Schiffe angewachsen, die ebenso, wie im vorhergehenden Krieg ausnahmslos verloren gingen. Das größte Schiff der Flotte, das Turbinenschiff Santa Cruz, wurde im September 1939 der Kriegsmarine überstellt und als Hilfskreuzer Thor eingesetzt. Die Gran Canaria, ein Schwesterschiff der Santa Cruz, war schon 1938 von der Kriegsmarine gekauft und als U-Boot-Tender eingesetzt worden. Drei Schiffe, die sich bei Kriegsausbruch im neutralen Spanien befanden, wurden 1942 von der spanischen Handelsmarine übernommen. Drei weitere Schiffe wurden von der Marine zur Vorbereitung der Operation Seelöwe requiriert.

### Neuanfang
Ab 1948 begann ein neuerlicher Anfang mit drei Motorleichtern und einem Küstenmotorschiff von 470 Tonnen Tragfähigkeit. Unmittelbar nach dem Abschluss des Petersberger Abkommens bestellte die Oldenburg-Portugiesische Dampfschiffs-Rhederei Ende 1949 sechs Motorschiffe von 2400 bzw. 4700 Tonnen Tragfähigkeit, mit denen 1950 der Liniendienst nach Portugal, Spanien und Marokko wieder eingerichtet wurde. 1951 wurde die Oldenburg-Portugiesische Dampfschiffs-Rhederei zur Kommanditgesellschaft. Im gleichen Jahr wurde der Fruchtdienst von den Kanaren wieder aufgenommen. 1953 war das Liniennetz der Reederei wieder vollständig und am 28. Oktober 1957 verfügte die Reederei wieder über 22 Schiffe mit 96.000 Tonnen Tragfähigkeit.

### Einführung des Container-Linienverkehrs
Nachdem 1967 der letzte konventionelle Frachtschiffsneubau in Dienst gestellt worden war, übernahm die Reederei im Jahr 1984 die drei 1981/82 gebauten Containerschiffe Hellenic Dawn Hellenic Island, und Hellenic Cape der bankrotten Hellenic Lines und setzte sie als Lisboa, Tanger und Cádiz in Fahrt. 1993 wurde eine Tochtergesellschaft, die OPDR Canarias mit Sitz in Madrid und unter Beteiligung mehrerer spanischer Kapitalgeber gegründet. Diese nahm mit der Canarias Express den Liniendienst von den Kanaren nach Sevilla auf. Seit 2002 wurde eine neue Generation von Containerschiffen eingeführt.

## Heute

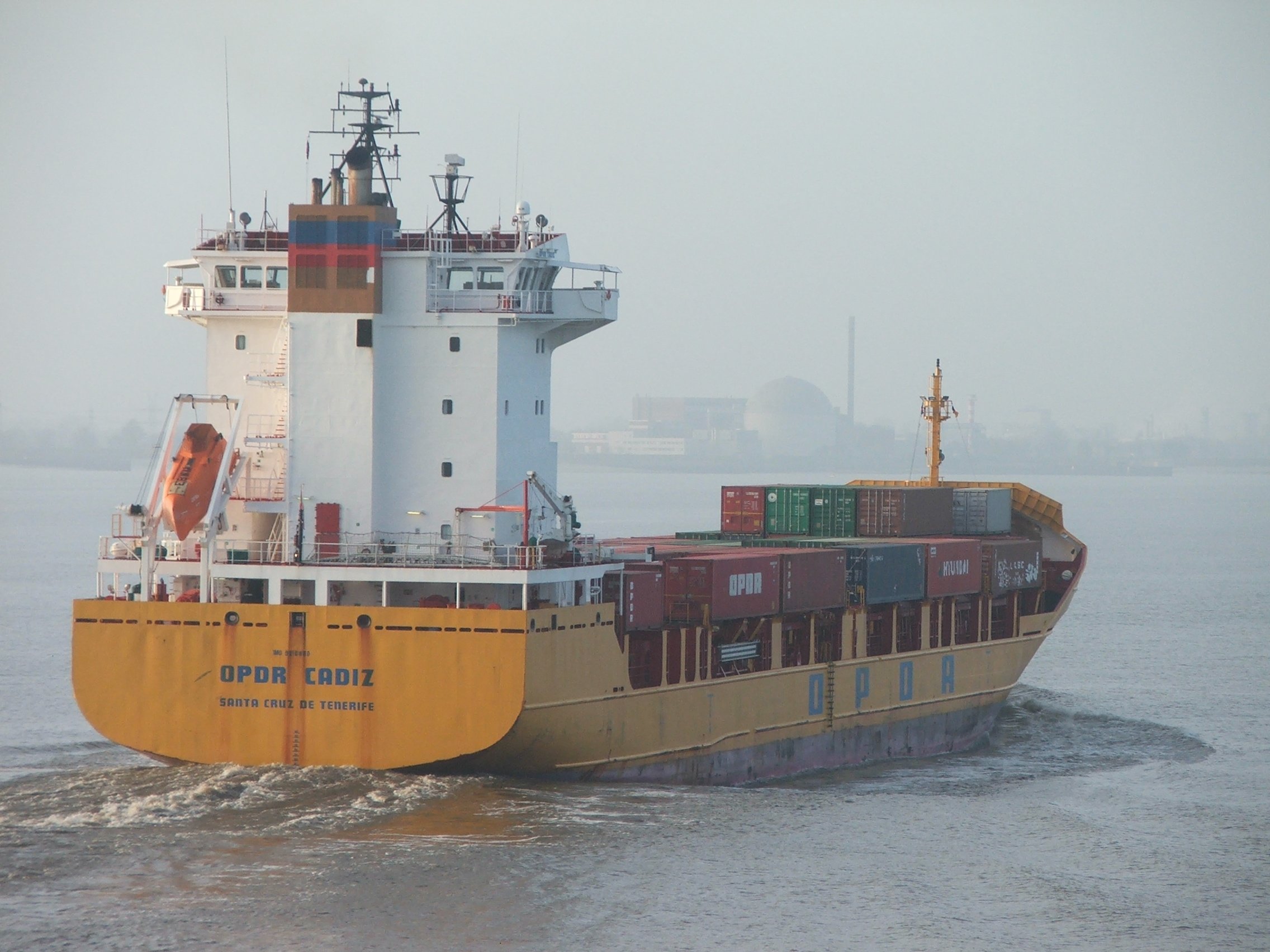
OPDR Cadiz, elbausgehend

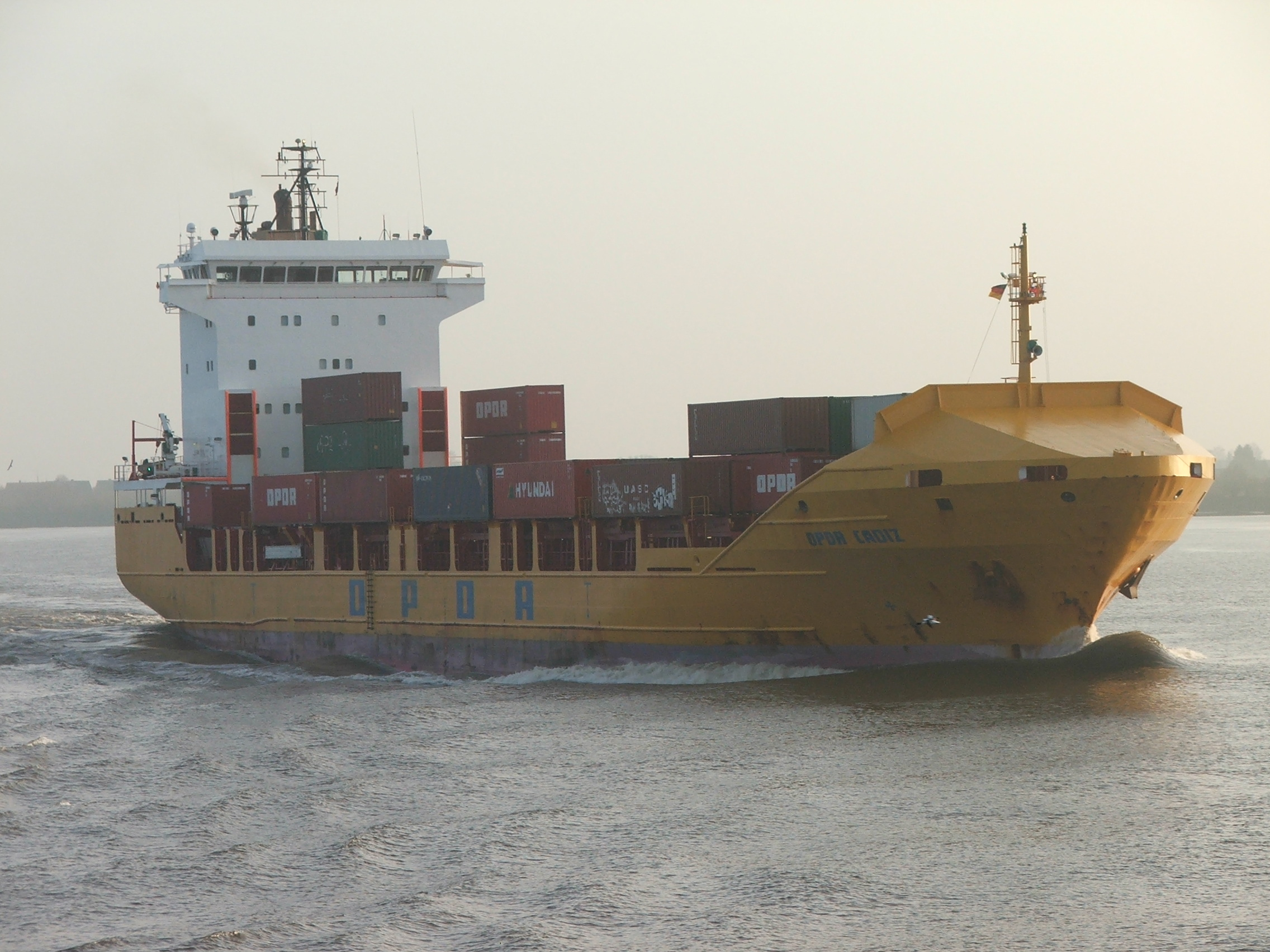
OPDR Cadiz, elbausgehend

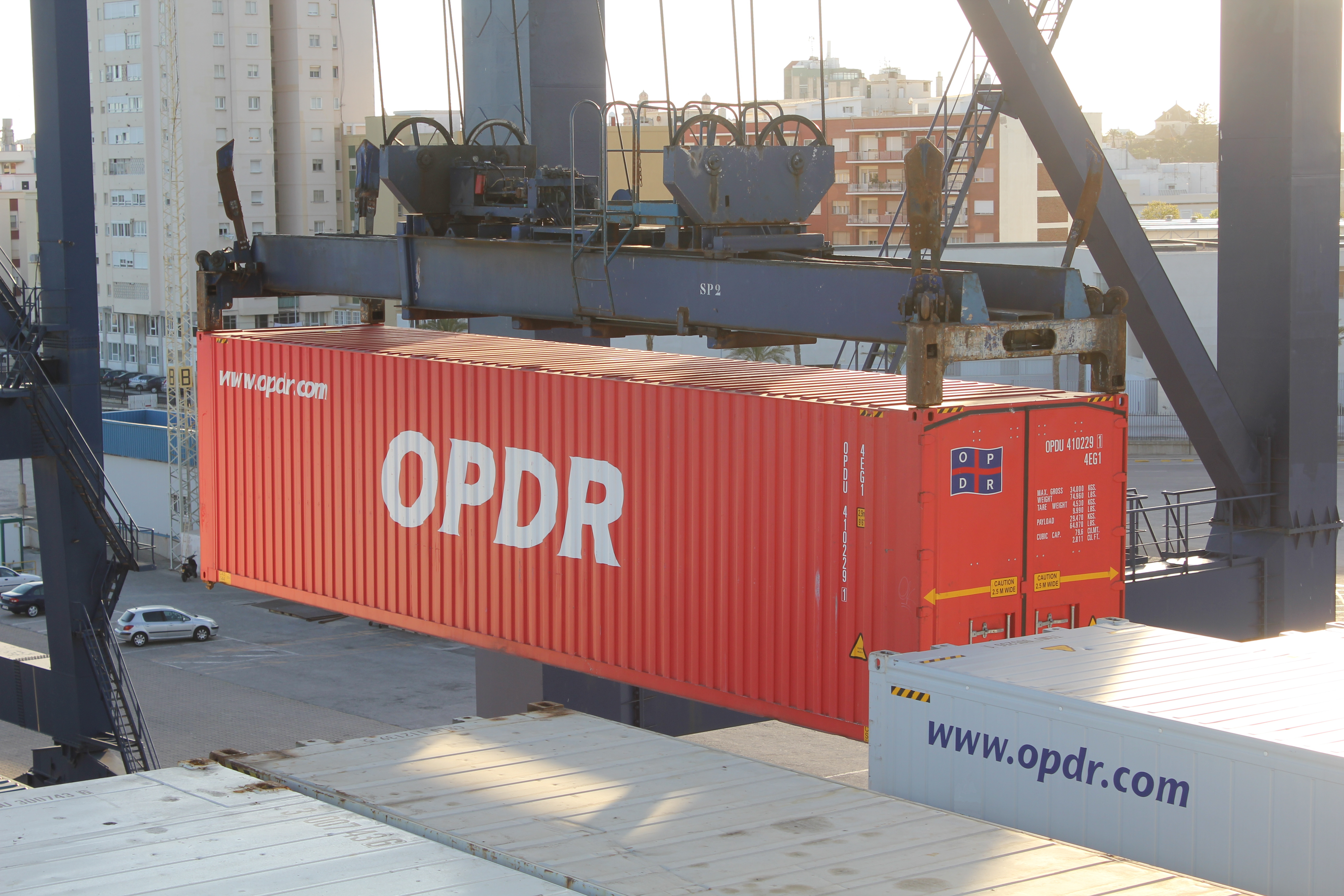
Umschlag eines OPDR-Containers

Die OPDR, die von 1996 bis 2014 zur Hamburger Schulte Group gehörte, ist heute noch in ihrem angestammten Fahrtgebiet tätig und chartert fünf 700-TEU-Containerschiffen (OPDR Cadiz, Las Palmas, OPDR Lisboa, OPDR Tanger und OPDR Tenerife) mit 7360 BRZ und einer Tragfähigkeit von 8394 Tonnen. Hinzu kommen die beiden Con/Ro-Schiffe OPDR Andalucia und OPDR Canarias mit 11.197 BRZ und 7282 Tonnen Tragfähigkeit auf der Strecke zwischen Cadiz bzw. Sevilla und den Kanarischen Inseln. Außerdem sind die Containerschiffe Alida, Andrea, Mistral, Pantonio sowie JRS Capella für die OPDR unterwegs.
Die Schulte Group verkaufte die OPDR im November 2015 an die französische Linienreederei CMA CGM. Diese wollte mit dem Zukauf in Verbindung mit ihrer Tochtergesellschaft MacAndrews, die von Liverpool, Bristol, Thamesport, Dublin und Rotterdam Linienverkehre nach Spanien unterhält, ihr Regionalnetz auf der iberischen Halbinsel und in Nordafrika verdichten. Ende 2017 kündige CMA CGM an, die OPDR mit MacAndrews zu fusionieren und deren Sitz nach Hamburg zu verlegen. Seit der Fusion mit Containerships 2019 tritt die Gruppe nur noch unter diesem Markennamen an.
Das Unternehmen war Mitglied im ShortSeaShipping Inland Waterway Promotion Center sowie im Verband Deutscher Reeder (VDR), der Vereinigung Hamburger Schiffsmakler und Schiffsagenten (VHSS) und der Asociación de Navieros Españoles (ANAVE).